# Autosoma

Influència d'un autosoma dominant

Influencia d'un autosoma recessiu

Un autosoma és qualsevol cromosoma no sexual. En l'ésser humà, els cromosomes del parell 1 al 22 són autosòmics, i el parell 23 correspon als cromosomes sexuals X i Y, també anomenats heterocromosomes o gonosomes. Els trets o caràcters lligats als autosomes es diu que presenten una herència autosòmica, i els trets o caràcters lligats als cromosomes sexuals o heterocromosomes s'anomenen caràcters lligats al sexe. Aquests últims, a vegades, són independents de X o de Y.

## Trastorns genètics autosòmics
Els trastorns genètics autosòmics poden sorgir per diverses causes; algunes de les més freqüents són la no-desunció en cèl·lules germinals parentals o l'herència mendeliana d'al·lels perjudicials dels pares. Els trastorns genètics autosòmics que presenten herència mendeliana es poden heretar de manera autosòmica dominant o recessiva. Aquests trastorns es manifesten i són transmesos per qualsevol sexe amb igual freqüència. Els trastorns autosòmics dominants són sovint presents tant en el pare com en el fill, ja que el nen ha d'heretar només una còpia de l'al·lel perjudicial per manifestar la malaltia. Tanmateix, les malalties autosòmiques recessives requereixen dues còpies de l'al·lel perjudicial perquè es manifesti la malaltia. Com que és possible tenir una còpia d'un al·lel perjudicial sense presentar un fenotip de malaltia, dos pares fenotípicament normals poden tenir un fill amb la malaltia si tots dos pares són portadors (també coneguts com a heterozigots) de la malaltia.
L'aneuploïdia autosòmica també pot donar lloc a malalties. L'aneuploïdia dels autosomes no és ben tolerada i sol donar lloc a un avortament del fetus en desenvolupament. Els fetus amb aneuploïdia de cromosomes rics en gens, com el cromosoma 1, no sobreviuen fins al termini, i els fetus amb aneuploïdia de cromosomes pobres en el gen, com el cromosoma 21, encara són malmesos durant més del 23% del temps. Tenir una sola còpia d'un autosoma (conegut com a monosomia) és gairebé sempre incompatible amb la vida, tot i que poques vegades algunes monosomies poden sobreviure al naixement. No obstant això, tenir tres còpies d'un autosoma (conegut com a trisomia) és molt més compatible amb la vida. Un exemple comú n'és la síndrome de Down, que es produeix en tenir tres còpies del cromosoma 21 en lloc de les dues habituals.
L'aneuploïdia parcial també es pot produir com a resultat de translocacions desequilibrades durant la meiosi. Les eliminacions d'una part d'un cromosoma causen monosomies parcials, mentre que les duplicacions poden causar trisomies parcials. Si la duplicació o supressió és prou gran, es pot descobrir analitzant un cariograma de l'individu. Les translocacions autosòmiques poden ser responsables de diverses malalties, que van des del càncer fins a l'esquizofrènia. A diferència dels trastorns d'un sol gen, les malalties causades per l'aneuploïdia són el resultat d'una dosificació de gens incorrecta i no d'un producte gènic no funcional.